# Neversdorf
Neversdorf est une commune allemande du Schleswig-Holstein, située dans l'arrondissement de Segeberg (Kreis Segeberg), à huit kilomètres au sud de la ville de Bad Segeberg. Neversdorf fait partie de l'Amt Leezen qui regroupe douze communes autour de Leezen.